# Lewis Ferguson
Lewis Ferguson (ur. 24 sierpnia 1999 w Hamilton) – szkocki piłkarz, występujący na pozycji pomocnika we włoskim klubie Bologna FC 1909, którego jest kapitanen. Reprezentant Szkocji.